# نئا ماکری
شهر نئا ماکری در استان آتیک در کشور یونان واقع شده است که دارای جمعیت ۱۵٬۱۰۸  نفر می‌باشد.